# Meia-lua-do-chaco
O meia-lua-do-chaco (Melanopareia maximiliani) é uma espécie de ave da família Melanopareiidae.
Pode ser encontrada nos seguintes países: Argentina, Bolívia e Paraguai.
Os seus habitats naturais são: florestas secas tropicais ou subtropicais, matagal árido tropical ou subtropical e matagal tropical ou subtropical de alta altitude.